# 全国薬害被害者団体連絡協議会
全国薬害被害者団体連絡協議会（ぜんこくやくがいひがいしゃだんたいれんらくきょうぎかい）とは医薬品の服用により副作用を患った被害者による連絡協議会。略称は薬被連（やくひれん）。

## 概要
1999年10月22日、「薬害根絶」を実現するため団体の枠を超え結成され、2019年9月現在、10薬害12団体で構成されている。薬害根絶フォーラムを毎年10月頃開催し、2016年の第18回から2019年の第21回目まで、「HPVワクチン被害」を特集している。

## 加盟団体一覧
団体名 - 団体代表連絡先。
- 公益財団法人いしずえ（サリドマイド福祉センター）- 東京都目黒区[注 1]。
- 大阪HIV薬害訴訟原告団 - 大阪市北区[注 2]
- 東京HIV薬害訴訟原告団 - 東京都新宿区[注 3]
- 薬害ヤコブ病被害者・弁護団全国連絡会議 - 東京都豊島区
- スモンの会全国連絡協議会 - 東京都新宿区
- NPO法人京都スモンの会 - 京都市中京区
- MMR（新三種混合ワクチン）被害児を救援する会 - 京都府宇治市
- 薬害筋短縮症の会 - 京都府宇治市
- 陣痛促進剤による被害を考える会 - 愛媛県今治市
- 薬害肝炎全国原告団 - 東京都新宿区
- イレッサ薬害被害者の会[注 4]
- HPVワクチン薬害訴訟全国原告団 - 東京都千代田区